# Nartheciaceae
Nartheciaceae é o nome botânico de uma família de plantas com flor. Esta é uma família que tem sido raramente reconhecida pela botânica sistemática.
O sistema APG II reconhece esta família e coloca-a na ordem Dioscoreales, no clado monocots. Assim circunscripta no sistema APG II, inclui-se umas poucas dezenas de espécies de plantas herbáceas, em cinco géneros, incluindo Narthecium.

## Gêneros
Contém atualmente  gêneros:
- Aletris
- Lophiola
- Metanarthecium
- Narthecium
- Nietneria